# Maurice Martenot
Pour les articles homonymes, voir Martenot.
Maurice Martenot est un musicien, musicologue et pédagogue français, né le 14 octobre 1898 à Paris 11e et mort le 8 octobre 1980 à Clichy, créateur des ondes Martenot.

## Biographie
Maurice Louis Eugène Martenot fit preuve dès son plus jeune âge de dons musicaux et apprit le piano, le violoncelle, l'harmonie et le contrepoint. S'attachant particulièrement aux questions pédagogiques et à l'application des plus récentes données de la psychopédagogie à l'enseignement de la musique, il contribue à la rénovation de l'éducation musicale en mettant au point avec ses deux sœurs, une méthode qui a fait ses preuves.
Mais une autre question préoccupait Maurice Martenot : ouvrir à la musique un horizon nouveau en lui apportant des moyens d'expression inédits, une palette de sonorités non encore entendues, mettant le progrès de la science au service de l'art.
Il créa les Ondes musicales Martenot, l'instrument qui porte son nom qui trouve aujourd'hui sa place officiellement parmi les instruments traditionnels, au concert, au théâtre, dans la musique de films, dans celle des émissions radiophoniques et de télévision, enfin dans l'enseignement au Conservatoire de Paris.
Il est le frère de Madeleine Martenot et de Ginette Martenot.
Un documentaire éloquent trace son œuvre et l'évolution de l'instrument qu'il a créé et dont son fils Jean-Louis Martenot préserve l'héritage : Le Chant des ondes: sur la piste de Maurice Martenot.
Il est inhumé au cimetière du Père-Lachaise (62e division).

## Étapes de sa carrière

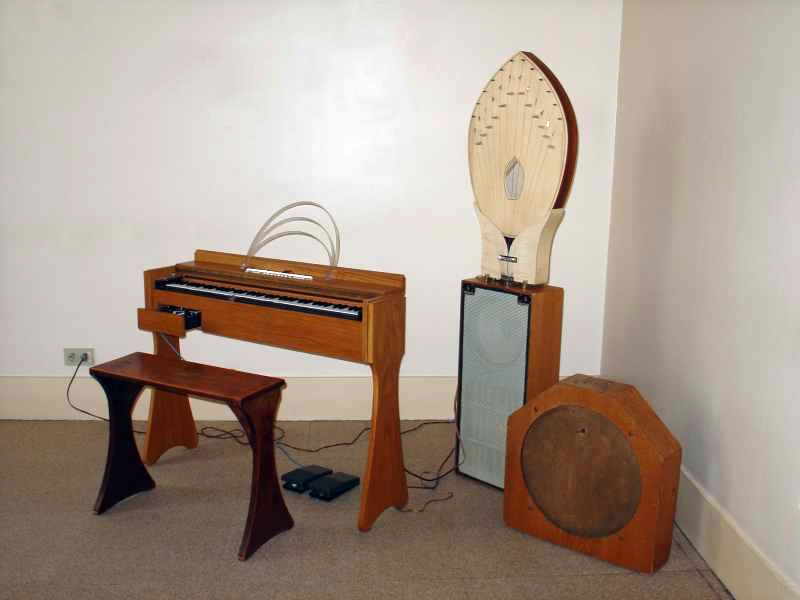
Ondes Martenot

- 1918 - Premières tentatives d'expression musicale par l'électronique.
- 1928 (3 mai) - Premier récital à l'Opéra de Paris des Ondes musicales Martenot.
- 1931/1932 - Tournée de récitals dans le monde entier.
- 1932 - Fondation avec Youry Bilstin de l'Institut psychopédagogique d'éducation musicale.
- 1933 - Médaille d'or du Concours Lépine, pour la création de jeux éducatifs (jeux musicaux).
- 1935 - Premier Prix du disque (Split et Vitamine de Pierre Vellones).
- 1937 - Premier Grand Prix de l'Exposition internationale Arts et Techniques. Orchestre d'Ondes Martenot dirigé par Ginette Martenot.
- 1940 - Direction des Maîtrises Jeune France.
- 1942 - Participation aux côtés de Pierre Schaeffer à la création du "Studio d'essai" de la Radiodiffusion française.
- 1945 - Création du « Contrôle artistique des émissions ».
- 1947 - Ouverture d'une classe d'Ondes Martenot au Conservatoire de Paris.
- 1948 - Ouverture d'une classe de développement rythmique pour les élèves des classes de danse du Conservatoire de Paris.
- 1949 – Nommé chevalier de la Légion d'honneur au titre de l'Éducation nationale.
- 1950 - Présentation à l'Académie des Sciences d'un nouveau mode de mise en vibration des cordes par le professeur Louis Leprince-Ringuet. (Diffuseur Palme pour instruments électroniques).
- 1953 - Invention du clavi harp et création de l'École d'art Martenot à Neuilly-sur-Seine.
- 1960 – Mise au point du nouvel instrument de concert avec les nouvelles lampes miniatures.
- 1967 - Publication "Les Principes fondamentaux d'éducation musicale"
- 1968 – Stages de formation musicale à l'École normale de musique de Montréal.
- 1969 – À la demande du ministère des Affaires culturelles, organisation de sessions d'information et d'initiation pédagogique à la méthode d'éducation musicale Martenot.
- 1975 – Il reçoit des mains du professeur Leprince-Ringuet les insignes d'officier de la Légion d'honneur.
- 1977 – Publication de Se relaxer : Pourquoi ? Comment ? Réédité sous le titre La Relaxation active (1998)
- 1978 – Parution de la 5e édition des Principes fondamentaux de formation musicale et leur application (sixième édition en 1996).
- 1979 – Achèvement de la transistorisation des ondes Martenot.
- 1980 - Le 8 octobre, mort dans un accident de la circulation à Clichy.

## Titres
- Membre du Conseil supérieur de l'Éducation nationale (section éducation populaire).
- Ex-membre du Conseil central de la radiodiffusion française.
- Ex-directeur du Contrôle artistique des émissions de la radiodiffusion et télévision française, service qu'il créa à la Libération.
- Expert de la commission des besoins techniques de l'UNESCO.
- Expert délégué représentant de la France à la conférence internationale de l'Éducation musicale à Bruxelles (1935).
- Chargé de cours au Conservatoire de Paris (1947).